# 東西定期航空会
東西定期航空会（とうざいていきこうくうかい）は、1923年から1929年までの間、東京・大阪間で郵便輸送や旅客輸送を行った航空会社である。朝日新聞社が設立し、白戸栄之助や伊藤音次郎らが飛行士や整備士を提供して協力した。

## 概要
発足にあたり帝國陸軍航空隊から中島式5型の払い下げを受けたが、
1923年（大正12年）1月9日、中島式5型機が三島練兵場を離陸直後に墜落。機長は約半年後の同年8月24日に死亡（日本の民間航空輸送史上初の犠牲者）する事故となった。しかし2日後の同年1月11日には東京 - 大阪間で週1便の郵便輸送を開始した。当時、郵便輸送には国から補助金が支給されていた。営業初日は大阪の城東練兵場から浜松の三方が原を中継し、東京府東京市洲崎の埋立地第1号地への飛行を行い、皇室に献上する鮮魚の籠と一般の郵便物を運んだ。ただし霧の中の飛行となり、着陸時に機体を損傷した。1926年、中島式5型が増備され、運航が週3回に増便されたほか、朝日新聞航空部が発足し報道でも使用された。
1928年8月にはドルニエ コメットが導入され東京府の立川飛行場と城東練兵場の間で定期旅客輸送を開始した。乗客定員6人。運賃は35円だった（東京・大阪間の特急列車三等車の運賃は7円）。
1929年（昭和4年）3月31日に政府主導のもとに、東西定期航空会と、川西清兵衛が設立した日本航空株式会社（現存するJALとは全くの別物）は、日本航空輸送に吸収合併された。
東西定期航空会は、６年間で飛行回数4009回、延べ5,767時間の飛行記録を残した。

## その後
上記のドルニエ コメットは1935年から1936年にかけて朝日新聞で「空飛ぶ編集室」として使用された後に東京・有楽町にあった東京本社の屋上に展示された。
大東亜戦争（太平洋戦争・第二次世界大戦）後、朝日新聞航空部に所属していた美土路昌一、中野勝義によって興民社が立ち上げられ、これが母体となり日本ヘリコプター輸送が成立。後に合併し現在の全日本空輸となり、現在も朝日新聞は全日空の持株会社ANAホールディングスの大株主として深い関係にある。また朝日新聞航空部は現在も存続し、2011年（平成23年）には航空機使用事業を開始した。

## 参考
- 『朝日新聞社訪欧機　神風』山﨑明夫著、三樹書房（2005年）